# Schröder, Münchmeyer, Hengst & Co.

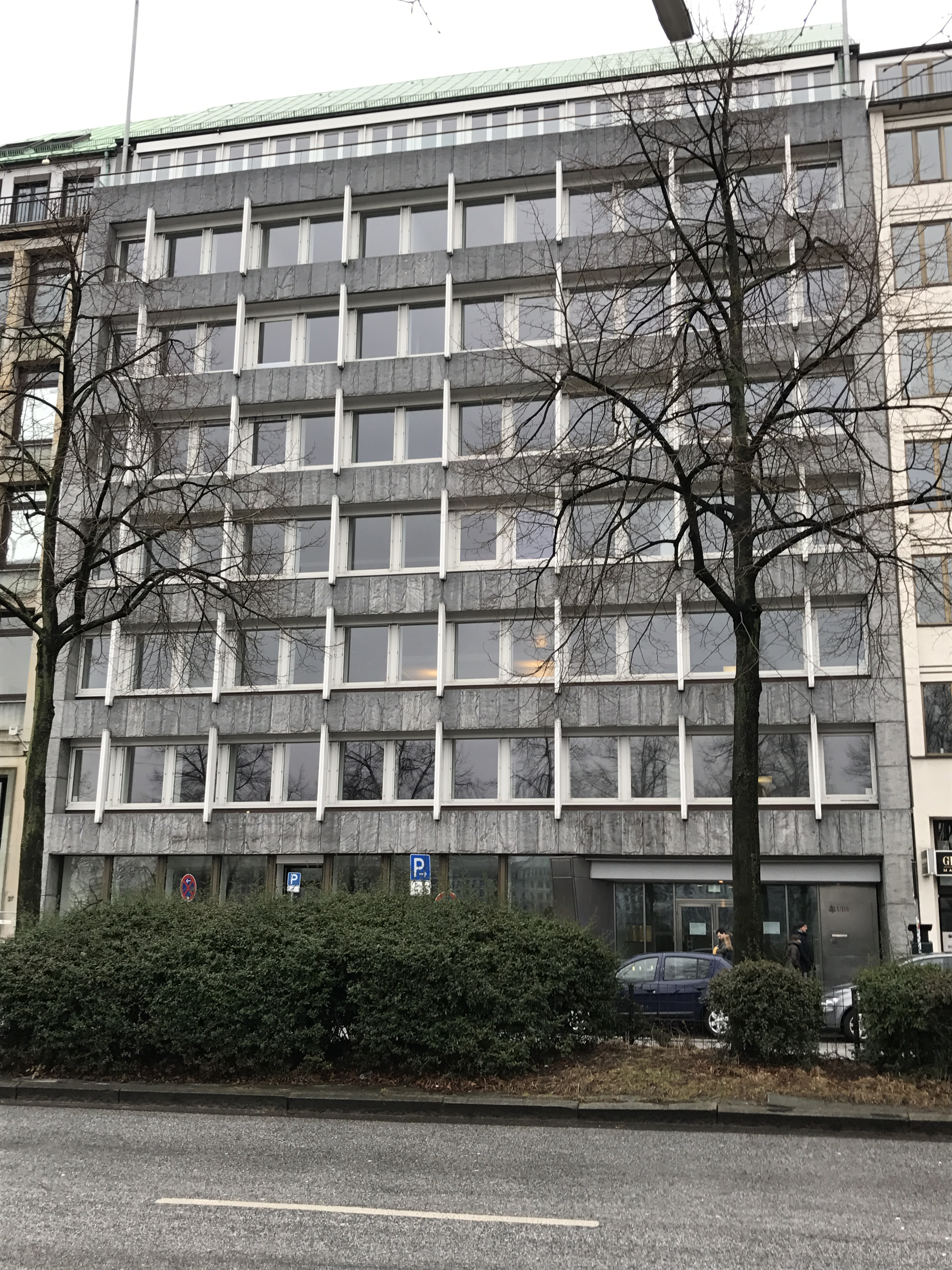
Ehemaliges Gebäude von Schröder, Münchmeyer, Hengst & Co. in Hamburg vor dem Abriss in 2017.

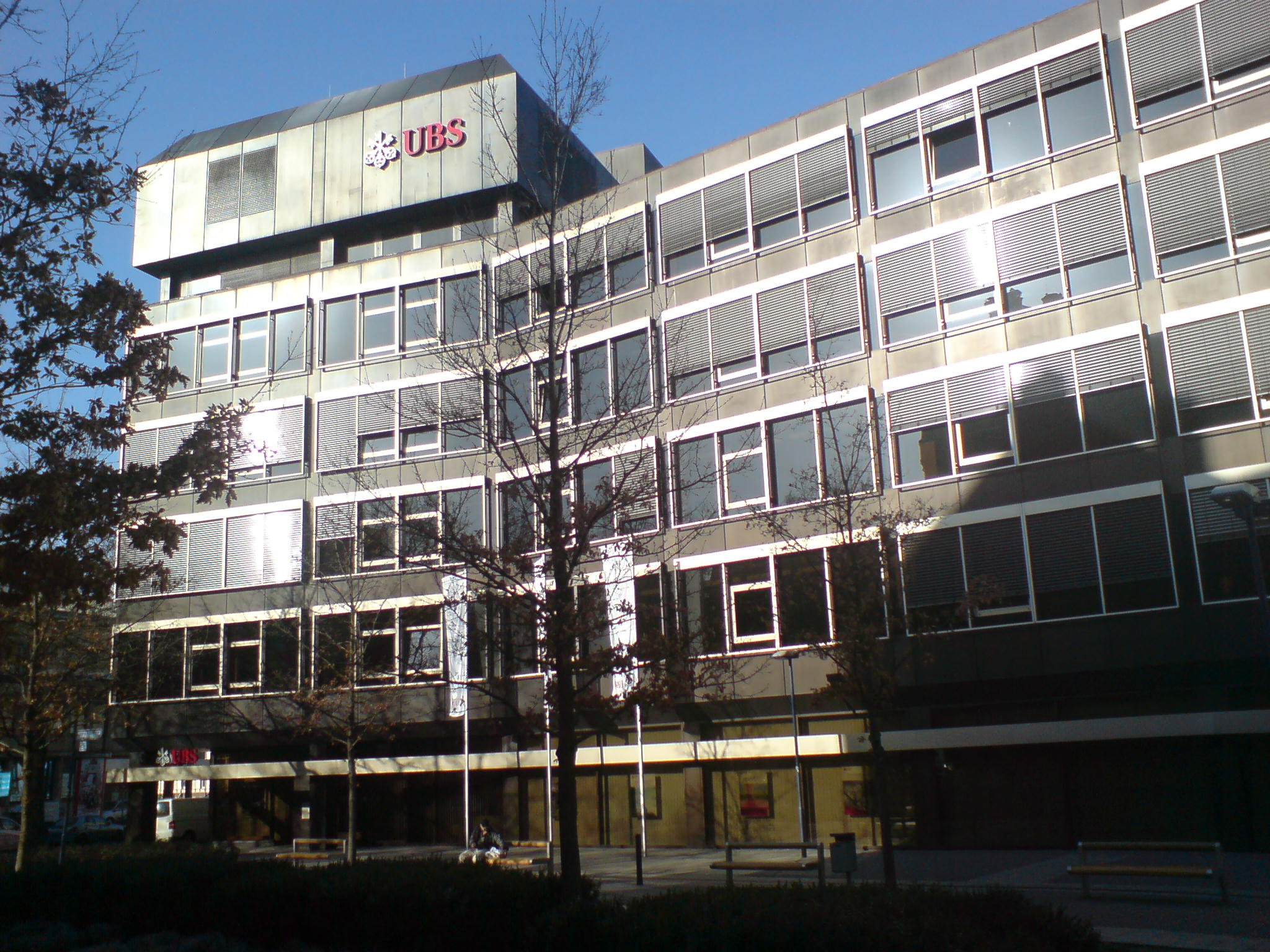
Ehemaliges Gebäude von Schröder, Münchmeyer, Hengst & Co. in Offenbach am Main nach der Übernahme durch UBS

Schröder, Münchmeyer, Hengst & Co. (kurz SMH-Bank) war eine deutsche Privatbank mit Sitz in Hamburg, entstanden durch Fusion im Jahre 1969.

## Gründung
Die SMH-Bank entstand im Oktober 1969 durch den Zusammenschluss der Bankhäuser Schröder Gebrüder & Co. und Münchmeyer & Co. (beide Hamburg) sowie Friedrich Hengst & Co. (vormals Bankhaus Siegmund Merzbach) (Offenbach am Main).
Fusionsbedingt stieg die SMH-Bank zur drittgrößten Privatbank Deutschlands auf. Die Inhaber der drei fusionierten Privatbanken beteiligten sich am neuen Bankhaus, Ferdinand-Josef Graf von Galen mit 40 %, Hans Hermann Münchmeyer mit 35 %, Manfred Freiherr von Schröder (20 %), Hans Lampert (4 %) und Generalbevollmächtigter Wolfgang Stryj (1 %), das Eigenkapital betrug 110 Mio. DM. Ihr Firmensitz war zwar Hamburg, der geschäftliche Schwerpunkt lag jedoch in Frankfurt. Der Mehrheitsgesellschafter Ferdinand-Josef Graf von Galen hatte vor der Fusion Anita Hengst geheiratet, die Erbin des Bankhauses Hengst & Co. Anita Gräfin von Galen war mit ihrem Gatten in Gütertrennung verheiratet, was später noch eine Rolle spielen sollte.

## Industriekreditgeschäft
Die Privatbank hatte typischerweise ihren Schwerpunkt bei Geldanlagen von Kunden, so dass das Kreditgeschäft unbedeutend war. Graf von Galen kam im Oktober 1979 in Kontakt mit Horst-Dieter Esch, dem Inhaber des stark expandierenden Baumaschinenkonzerns IBH-Holding. Zu jenem Zeitpunkt war die SMH-Bank mit 83,33 % am verlustbringenden Betonpumpen- und Asphaltmaschinenhersteller „Wibau Maschinenfabrik Hartmann AG“ beteiligt – einem Mitbringsel des Bankhauses Schröder. Als die IBH-Holding im April 1980 die „Wibau“-Beteiligung von der SMH-Bank erwarb, beteiligte sich im Gegenzug die SMH-Bank zu 7,4 % an der IBH. Fortan fungierte sie als Hausbank des IBH-Konzerns und finanzierte die künftigen Unternehmenskäufe des IBH-Konzerns mit Bankkrediten.
Nachdem die IBH-Gruppe im Februar 1980 Hanomag erworben hatte, stieg sie dadurch zum weltweiten Branchendritten nach Caterpillar und Komatsu mit einem Umsatz von 2,5 Mrd. DM und 15.000 Beschäftigten auf.  An der IBH beteiligten sich unter anderem die britische Powell Duffryn (1978; 23,1 %), General Motors (Januar 1981; im Aktientausch für die Terex; 13,6 %) oder Deutsche Babcock AG (Juli 1982; 10,1 %), so dass Konzerninhaber Esch 1982 nur noch 9 % an seinem Konzern hielt. Die weltweite Baukrise erfasste auch den Baumaschinenhandel und damit die IBH-Gruppe. Zudem verstärkten konzerninterne Gründe die zunehmende Unternehmenskrise im IBH-Konzern. So wurde eine grundlegende Sanierung und rasche Integration der gekauften Unternehmen nicht konsequent genug durchgeführt, mögliche Synergiepotenziale wurden kaum realisiert. Im Jahre 1982 musste der IBH-Konzern Verluste von 212 Mio. DM verkraften.
Das IBH-Kreditvolumen bei der SMH-Bank betrug im November 1983 insgesamt 898 Millionen DM. Die unter Leitung des Grafen von Galen stehende SMH-Bank musste ihre Kredite an die IBH weitgehend als Forderungsverlust abschreiben, als ihre Kreditnehmerin IBH-Holding im November 1983 zusammenbrach. Dieses Kreditvolumen erreichte das Achtfache des Eigenkapitals der Bank, die die Großkreditvorschriften umgangen hatte, weil die IBH-Kredite der Luxemburger SMH-Tochter (473 Mio. DM) wegen einer Gesetzeslücke nicht bei Großkrediten mitgerechnet werden mussten. Nach damaligen Vorschriften durften nur 75 % der Eigenmittel an einen einzigen Kreditnehmer ausgeliehen werden.

## Krise der Bank
In der Folge geriet auch die SMH-Bank in eine Krise, denn die SMH-Bank hatte wegen der IBH-Kredite einen Abschreibungsbedarf von 830 Mio. DM zu verkraften. Weitere 40 Mio. DM Verlust resultierten aus der Insolvenz der Firma des Pelzhändlers Nachman Daitsch. Noch im November 1983 unternahmen 20 deutsche Banken hektisch eine gemeinsame Rettungsaktion. Dabei spielte die damalige Präsidentin des Bundesaufsichtsamtes für das Kreditwesen (BAKred) Inge Lore Bähre eine zentrale Rolle. Die in eine Unternehmenskrise geratene SMH-Bank wurde mit 490 Mio. DM gestützt, indem Bankkredite anderer Banken in stille Beteiligungen umgewandelt wurden. Zusätzlich stützte der Einlagensicherungsfonds mit 345 Mio. DM, so dass der Verlust gedeckt war. Komplementärin der SMH-Bank wurde eine eigens gegründete Komplementär-GmbH des Einlagensicherungsfonds. Die Krise war die zweitgrößte Bankenkrise in Deutschland nach der Insolvenz der Herstatt-Bank. Die Krise der SMH-Bank hatte strafrechtliche Konsequenzen für die Beteiligten. Im Dezember 1984 mussten von Galen, Lampert und Stryj in Untersuchungshaft, letztere kamen im August 1985 frei. Während Esch im November 1984 vom Landgericht Koblenz zu 6 ½ Jahren Gefängnis und einer Geldstrafe von 90.000 DM wegen Betrugs, Untreue und Konkursverschleppung verurteilt wurde, erhielt von Galen 3 Jahre und 9 Monate Haft. Auch Lampert und Stryj erhielten Haftstrafen. Auf das eheliche Vermögen des Grafen von Galen konnte zivilrechtlich wegen der Gütertrennung nicht zurückgegriffen werden.

## Neue Gesellschafter
Von der noch funktionierenden Bank wanderten nur wenig Geldanleger ab, so dass die Suche nach einer übernehmenden Bank begann. Am 11. Dezember 1983 übernahm mit Ausnahme der Verbindlichkeiten gegenüber der IBH-Holding die britische Lloyds Bank die SMH-Bank. Im April 1997 erwarb UBS die wieder stabilisierte SMH-Bank und änderte deren Rechtsform in AG. Nun konzentrierte sich die ehemalige SMH-Bank auf vermögende Privatkunden und Investmentbanking. Ab November 2001 firmierte sie als UBS Private Banking Deutschland AG, danach seit Juli 2003 als UBS Wealth Management AG und seit Juni 2005 als UBS Deutschland AG. Diese beschäftigt an ihren 9 deutschen Standorten 1.300 Mitarbeiter und strebt auf dem deutschen Markt der vermögenden Privatkunden eine bedeutende Marktposition an.